# Рочаллы, Радослав
Радослав Рочаллы (словац. Radoslav Rochallyi, род. 1 мая 1980, Бардеёв) — словацкий поэт и философ.

## Биография
Рочалли родился в Бардейове, Чехословакия, в семье с лемковскими и венгерскими корнями. Автор окончил Лондонскую международную аспирантуру по специальности «Менеджмент» и имеет сертификат в области изящных искусств, полученный им в Институте Пратта. Он также изучал философию и математику (линейную алгебру). Он является членом Mensa. Он дебютировал с сборником стихов Panoptikum: Haikai no renga (2004), написанным на японском хайку. По словам Яна Балаза, для поэзии Радослава Рочаллы характерно использование свободного стиха. Это дает автору необходимую свободу и прямоту, чтобы сохранить особый характер показаний без прикрас.
12 января 2015 года Р. Рочалли привлек широкое внимание общественности к поэзии, основанной на золотом числе - «Поэзия золотого сечения». Его книга «Золотое богословие» стала центром этой новой формы поэзии.
В 2018 году он занял второе и третье место в конкурсе словацких читателей 2018 года. Он получил награду и второе место за свою книгу «Письмо сыну».
Рочаллийский поэтический язык характеризуется [строгостью], минимализмом, направленностью формами и отчетливой интроспективной [работой] с текстом. Вообще говоря, его поэзия легко требовательна.
По словам Марии Варги, книга «Mythra Invictus» с подзаголовком «Судьба человека» является философским стихотворением, указывающим на то, что писатель должен оторваться от земли, быть собой, максимально использовать свой человеческий творческий потенциал, быть более Человек - быть новым человеком, будущим человеком. Минтра Инвиктус получила положительный приём.
По словам Ленки Вребля, восприятие Радослава Рочаллы не игриво, а серьезно, прямо и целенаправленно. В «Золотом Божестве» он достигает своего пика экспериментирования с формами стихов и поэзии в целом. В этом сборнике он попытался связать поэзию с Fi (φ) и, следовательно, с числом 1,618034 в неграфической форме и с золотым сечением в графической форме.
Рочалли тесно связан с математикой. В философском эссе Mythra Invictus он написал: «Математика требует активного принципа, и именно в математическом понимании мира вы можете приблизиться к совершенству".
В коллекции «Поэзия ДНК-холсты» он использует математические уравнения для выражения своей поэзии.
В дополнение к его книге, поэтические уравнения были также опубликованы в сборниках.
По словам рецензента Андреа Шмидт, Рочалли может найти приемлемую связь между математическим формализмом и свободой. Шмидт утверждает, что его поэзия - это критика семантики и языка как такового. По ее мнению, сборник PUNCH можно считать одним из важнейших произведений экспериментальной поэзии последнего десятилетия.
Его математические стихи также частично были опубликованы на русском языке — перевод Игоря Васильевича Зайцева.

## Произведения

### Стихотворения
- 2004 – Паноптикум: Хайкай но ренга [на словацком]. ISBN 978-1981294893.
- 2014 - Yehidah [на словацком] ISBN 978-1523354542.
- 2015 - Золотое Божественное [на словацком], Издательство Tribun EU, Брно.ISBN 978-80-263-0877-5.
- 2015 - Кровь [на словацком].ISBN 978-80-972031-7-7.
- 2016 - Torwalden [на словацком] ISBN 978-1534848702.
- 2018 - Механика повседневной жизни [на словацком], Издательство Ассоциации писателей Словакии, Братислава ISBN 978-80-8202-030-7.
- 2018 - Арета[на словацком], Издательство Ассоциации писателей Словакии, Братислава ISBN 978-80-8202-041-3
- 2019 – DNA: Canvases of Poetry [английский],Европейская сеть открытой культуры, ISBN 978-80-973501-2-3
- 2019 – DNA: Leinwänden der Poesie [немецкий],Европейская сеть открытой культуры, ISBN 978-80-973501-1-6
- 2020 – PUNCH [на английском],  ISBN 978-8097373702
- 2021 – # mathaeata [на английском],  ISBN  978-8097373719

### Эссе
- 2017 – Письмо для сына.: Издательство EU Tribun, Брно 2017. 98 c. ISBN 978-80-263-1195-9.
- 2019 – Мифра Инвиктус. Судьба человека. VSSS, Братислава, 2019. 108 c. ISBN 9788082020857.
- 2020 – ESSE - Приговоры о морали и власти, ISBN 978-80-9735-013-0